# 下新田駅
下新田駅（しもしんでんえき）は、群馬県桐生市相生町二丁目にある、わたらせ渓谷鐵道わたらせ渓谷線の駅である。同路線では一番新しい駅である。駅番号はWK02。

## 歴史
- 1992年（平成4年）3月14日：JR両毛線との分岐点（桐生駅までは二重戸籍の単線）である下新田信号場内にホームを設置して開業[2][3]。

## 駅構造
桐生駅から施設を共用している東日本旅客鉄道（JR東日本）両毛線との施設上の分岐点である下新田信号場内においてわたらせ渓谷鐵道わたらせ渓谷線のみ旅客扱いを行うものである。したがって外形上は同信号場と同一の施設である。なお、当線の0キロポストは当駅の150メートルほど桐生方に設置されている。
旅客営業上はわたらせ渓谷鐵道の単独駅という扱いであり、JR線との接続駅は桐生駅となっている。
わたらせ渓谷鐵道線が使う1線のみに単式ホームが設置されている地上駅。無人駅。桐生方に場内信号機がある。
数本の桐生行き列車に限り、JR両毛線高崎方面行き列車と列車交換を行う。

### 配線図
|            | ↑ 間藤                                           |             |
| ← 中央前橋 | 桐生・大間々地区における鉄道路線の位置関係と配線 | → 小山 太田 |
|            | ↓ 新前橋                                         |             |
| 凡例 出典: |                                                  |             |

## 利用状況
1日の平均乗降人員は以下の通りである。出典は桐生市統計書より。
| 年度   | 1日平均人数 |
| ------ | ----------- |
| 2009年 | 59          |
| 2010年 | 55          |
| 2011年 | 56          |
| 2012年 | 57          |
| 2013年 | 63          |
| 2014年 | 70          |
| 2015年 | 65          |
| 2016年 | 64          |
| 2017年 | 52          |
| 2018年 | 54          |
| 2019年 | 56          |
| 2020年 | 55          |
| 2021年 | 43          |

## 駅周辺
住宅が多い郊外となっている。

### 北側
- セブン-イレブン桐生相生店
- 大善寺
- 相生のマツ

### 南側
- おみき（寿司）
- 東日本旅客鉄道高崎支社高崎総合訓練センター
  - JR高崎鉄道サービス桐生派出所
- マーケットシティ桐生
  - ヤオコー 桐生相生店、ユニクロ マーケットシティ桐生店、しまむら マーケットシティ桐生店、ゆうちょ銀行さいたま支店マーケットシティ桐生店内出張所（ATM）
- 生活協同組合コープぐんま本部
- 金沢医院

## バス路線
最寄りのバス停は「下新田」である。
| 停留所 | 運行事業者                      | 系統       | 行先                                 |
| ------ | ------------------------------- | ---------- | ------------------------------------ |
| 下新田 | おりひめバス （桐生朝日自動車） | 相生線     | 桐生駅北口 ／ さくらもーる           |
| 下新田 | おりひめバス （桐生朝日自動車） | 川内線支線 | ヤオコー相生店 ／ 自然観察の森・吹上 |

## 隣の駅
わたらせ渓谷鐵道
■わたらせ渓谷線
桐生駅 (WK01) - （下新田信号場） - 下新田駅 (WK02) - 相老駅 (WK03)